# پیتر گشنیزر
پیتر گشنیزر (انگلیسی: Peter Gschnitzer؛ زادهٔ ۱۰ ژوئیهٔ ۱۹۵۳) لژسوار اهل ایتالیا است.